# Membrure
Membrure war ein französisches Maß für Brennholz. Das Klafterholz, von a la membrure, einem Rahmen, war ein Scheit vom Stangenholz zwischen 5 und 17 Zoll Stärke. Dickeres Holz, also mit einer Stärke gleich/größer 18 Zoll, war das Bois de moule.  Das Klaftermaß war dann
- 1 Membrure = 4 Pariser Fuß in Länge und Höhe[1][2]

Eine Voie, die Fuhre, war die „Menge“ eines Klaftermaßes. Zwei Voie ergaben eine Corde oder Klafter.